# Бурцево (Новодугинский район)
Бурцево — деревня в Новодугинском районе Смоленской области России. Входит в состав Новодугинского сельского поселения. Население — 291 житель (2007 год). 
Расположена в северо-восточной части области в 3 км к востоку от Новодугина, в 8 км восточнее автодороги Р134 «Старая Смоленская дорога» Смоленск — Дорогобуж — Вязьма — Зубцов. В 5 км западнее деревни расположена железнодорожная станция Новодугино на линии Вязьма — Ржев. 

## История
В годы Великой Отечественной войны деревня была оккупирована гитлеровскими войсками в октябре 1941 года, освобождена в марте 1943 года.
В деревне родилась Герой Социалистического Труда Зинаида Горланова.